# Richia grotei
Richia grotei är en fjärilsart som beskrevs av John G. Franclemont och Todd 1983. Richia grotei ingår i släktet Richia och familjen nattflyn. Inga underarter finns listade.